# Peter J. Wester
Per (Peter) Johnson Wester, född 23 september 1877 i Arbrå församling, Hälsingland, död 18 augusti 1931 i Manila, Filippinerna, var en svenskamerikansk botaniker. 
Per Wester var son till hemmansägaren Jon Jonsson och Anna Stina Mickelsdotter. Efter skolgång i Arbrå och Bollnäs emigrerade Wester 1898 till USA. Han hade först praktik i handelsträdgårdar i New England, och 1904–1910 förestod han amerikanska jordbruksdepartementets försöksstation för subtropiska växter i Miami. 1911 förflyttades han till Filippinerna, där han i tjänst hos dess jordbruksdepartement till sin död innehade chefskapet för Bureau of Plant Industry, och han grundade och utvecklade Lamao försöksstation, vars föreståndare han var 1912–1917. Wester innehade dessutom under några år uppdrag som rådgivare i jordbruksfrågor på Mindanao och Suluöarna, och 1925–1927 vistades han i Washington som vetenskaplig rådgivare. I Singapore, på Java och Hawaii studerade han på officiellt uppdrag odlingen av kaffebusken med flera grödor vilka lämpligen kunde odlas på Filippinerna. Wester var en framstående kännare av tropiska gagnväxter, särskilt arter med ätliga frukter, och han införde till Filippinerna många nyttoväxter från skilda trakter av jorden. Hans omfattande försöksverksamhet gav i många fall goda resultat. Bland annat visade han att gräset adlay eller Jobs tårar har högt födoämnesvärde och kan ersätta vete. Wester publicerade ett stort antal botaniska skrifter, bland vilka märks The Mango (1920), The Coconut Palm, it's Culture and Uses (1920), Food Plants of the Philippines (1921; tredje upplagan 1924) och Descriptive List of Mango Varieties in India (1922), alla i Philippine Agriculture Review.